# 山本由美
山本 由美（やまもと ゆみ、6月26日 - ）は、日本の女性ナレーター・声優。旧名は結 まある（ゆい -）。2011年11月までアーツビジョンに所属していた。

## 出演作品

### ナレーション・吹き替え・アニメ・VO
- NHK Eテレ「念力家族（天てれドラマ）」第1・第2シーズン（ナレーション）レギュラー
- NHK Eテレ「大！天才てれびくん」（声の出演）
- NHK Eテレ「東京特許許可局（天てれドラマ）」（声の出演）
- テレビ朝日「グッド！モーニング」（VO）レギュラー
- テレビ朝日「やじうまテレビ！」（VO）レギュラー（＆ナレーション）
- テレビ朝日「あさナビ」 特集・ニュース（ナレーション）
- テレビ朝日「羽鳥真一　モーニングショー」（VO）
- テレビ朝日「ワイド！スクランブル」（VO）
- テレビ朝日「サンデーステーション」（VO）
- テレビ朝日「スーパーJチャンネル」特集（VO）
- テレビ朝日「サンデースクランブル」（VO）
- テレビ朝日「ビートたけしのＴＶタックル」（VO）
- テレビ朝日「報道ステーションSUNDAY」（VO）
- テレビ朝日「週刊ニュースリーダー」（VO）
- テレビ朝日「モーニングバード！」（VO）
- テレビ朝日「シルシルミシルさんデー」PRスポット（ナレーション）
- テレビ朝日「夏祭り SUMMER STATION」 内　PR映像（ナレーション）
- J:COMテレビ　全国ふるさとタイム(北海道・東北ふるさとタイム)「被災地に元気を！気仙沼の高校生たちの挑戦」（ナレーション）
- J:COMテレビ　全国ふるさとタイム(北海道・東北ふるさとタイム)「西会津町の高校生が考案 『車麩ラスク』を全国へ」（ナレーション）
- J:COMテレビ　全国ふるさとタイム(関東甲信越ふるさとタイム)「水戸の高校生が考案 『ほしいもグラノーラ』を全国へ」（ナレーション）
- J:COMテレビ 特番「未来を創る高校生たちの挑戦！」（ナレーション）
- J:COMテレビ 「いとおかし朗読会」番組PR （ナレーション）
- AbemaTV　AbemaNews（VO）
- CS/アニマルプラネット「動物おもしろビデオショー」レギュラー（アニマルボイス）
- JWFF ドキュメンタリー「孤独なメスライオン」（ナレーション）
- JWFF ドキュメンタリー「スズメバチ戦争」（ナレーション）
- JWFF 「海が教えてくれたこと」（吹き替え）
- JWFF 「第7の火 春物語」（吹き替え）
- JWFF 「僕の小さな友達」（主人公/吹き替え）
- 多発性硬化症ドキュメンタリー映像『つたえること』～難病と共に生きる～ （ナレーション）
- 『朝日新聞 ReライフFESTIVAL 2017 好きなこと 人生のパワー』ダイジェストWEB動画（ナレーション）
- 『朝日地球会議2016』ダイジェストWEB動画（ナレーション）
- 『朝日地球会議2017』ダイジェストムービー（ナレーション）
- 『“食で健康”フォーラム ～家族で囲む、笑顔の食卓～』ダイジェストWEB動画（ナレーション）
- 「まだある。工場見学」大空出版　昭和ナビTV（WEB）（クッタン）レギュラー
- 「クッタンのまだある。物語」大空出版昭和ナビTV（WEB）（クッタン）レギュラー
- 「結まあるのデジタルラグーン」　アニメショップ店内放送（DJ）
- 「宮川香月と結まあるのワルダクミ弁天洞」　アニメショップWEB番組（DJ＆ラジオドラマ）
- 三井造船（ナレーション）
- 飛騨高山教育旅行 Let's Challenge（ナレーション）
- DVD 『発達障害の子どもに向けたキャリア教育』（ナレーション＆アニメーション先生役）
- DVD『狭山茶紹介』　小学校配布用　（ナレーション）
- DVD「江差追分　松本晁章　追分尺八」（ナレーション）
- DVD「太極球 健康体操」（ナレーション）

### ゲーム・アミューズメント
- 信州上田　NHK「真田丸」大河ドラマ館内 バーチャルリアリティ＜真田の屋敷編＞＜大阪城内編＞＜真田丸編＞（ナレーション）
- プラネタリウムアニメーション「むしむし星空大行進」（主人公/カブトムシくん）
- 通信カラオケ「孫悟空」（演歌前ふりナレーション）
- リアライズ -Panorama Luminary- （西沢奈緒美）
- モエる まりんバトル（オッチョコ）
- 6000人の先生が作った楽しい小学校探検2（主人公/男の子）

### CD・歌
- 紀の川ぷるぷる娘の歌～紀の川市食育推進の歌～

### その他
- 箏曲家 上條妙子『開軒四十年記念 妙乃音会 箏曲演奏会』影アナウンス
- 千石さんと観よう! 驚異の野生生物の世界 世界自然・野生生物映像祭 千石正一トークイベント司会

- 忍者サノスケじいさん朗読劇（ゴンザエモン）NPO法人コミュニティひまわり

- 佐賀県・春秋航空日本(株)主催 「SPRING JAPAN 成田⇔佐賀線　就航記念イベント」 MC
- TV-CM、R-CM、Web-CM、製品紹介、企業VP、デジタルサイネージ用、車内アナウンス、構内アナウンス、ゲーム等多数